# Alfredo Figueroa Fernández
Alfredo Figueroa Fernández (México, 1970) es un sociólogo mexicano, que ocupó el cargo de Consejero del Instituto Federal Electoral del 15 de agosto de 2008 al 30 de octubre de 2013. 
En el Proceso Electoral Federal 2011-2012 presidió las Comisiones Unidas de Capacitación y Organización Electoral e integró la Comisión de Quejas y Denuncias. Además, formó parte de la Comisión encargada de organizar los Debates Presidenciales.
En 2011 fue integrante del Comité de Radio y Televisión, año en que se reformó el reglamento que rige las prerrogativas de los partidos políticos de acceso a radio y televisión.
Figueroa Fernández tiene desde principio de la década de los noventa vínculos con la vida electoral y democrática en México participando con diversas organizaciones de la sociedad civil. Fue parte del equipo que coordinó la primera observación electoral a nivel federal en México, financiada por la Organización de las Naciones Unidas a través de la agrupación ciudadana Alianza Cívicaen 1994.
Alfredo Figueroa es originario de la ciudad de Puebla. Es sociólogo por la Universidad Autónoma de Tlaxcala y estudió la Maestría en Sociología Política por el Instituto de Investigaciones Dr. José María Luis Mora, posgrado que se desarrolla en colaboración con el Instituto de Investigaciones Sociales de la UNAM. Además, realizó estudios de doctorado en la Benemérita Universidad Autónoma de Puebla.
En el ámbito académico, es catedrático de la Facultad de Ciencias Políticas y Sociales de la Universidad Nacional Autónoma de México y ha sido profesor e investigador de la Universidad Iberoamericana Puebla y la Universidad de las Américas Puebla. 
Fue Consejero Electoral para los procesos 1999-2000, 2002-2003 en el Consejo Local del IFE en el estado de Puebla. En 2005 vuelve a ser designado y funge como Consejero de esa entidad a nivel federal.
En 2008 fue nombrado por la Cámara de Diputados Consejero Electoral del Consejo General del IFE, después de haber sido propuesto por una veintena de organizaciones sociales, intelectuales y consejeros de diversos lugares del país.
En la reforma constitucional de 2007, Figueroa Fernández participó en el Comité Conciudadano para la Reforma Electoral junto con diversas personalidades de la vida pública del país e impulsó una propuesta que relevara el papel ciudadano de la reforma.
Fue nombrado el 3 de marzo de 2018 como coordinador de análisis político en la campaña de Ricardo Anaya Cortés, candidato a la Presidencia de la República de la coalición "Por México al Frente".
Desde 2018, participa en las mesas de análisis del noticiario "Aristegui En Vivo", proyecto encabezado por la periodista Carmen Aristegui.